# Martyrernas röst
Martyrernas röst (Voice of the Martyrs, VOM) är namnet på ett flertal relaterade kristna icke-statliga organisationer som grundats genom inflytandet av pastor Richard Wurmbrand i länder som Australien, Kanada, Nya Zeeland och Förenta staterna. Den svenska grenen leddes 1986 av Curt Bergström, lärare i Västerås.
VOM-organisationernas målsättningar är att öka medvetenheten om det faktum att hundratusentals kristna martyrer - sådana som dödas på grund av sin kristna tro - dödas varje år, och många fler torteras fängslas och plågas för att de är kristna. 
Dessa organisationer tillhandahåller även praktiskt understöd åt förföljda kristna över hela världen. De är finansierade genom donationer och har inget statsunderstöd. Det finns inget "globalt huvudkontor"  för The Voice of the Martyrs (Martyrernas röst), eftersom varje organisation är en oberoende och självunderstödd enhet. Det amerikanska VOM-huvudkontoret är lokaliserat i Bartlesville, Oklahoma USA. Det Kanadensiska huvudkontoret för VOM finns i Mississauga, Ontario, Kanada. I Karleby, Finland finns en liknande organisation med namnet Martyrkyrkans vänner som leds av ordförande Johan Candelin.

## Organisation & Filosofi
Alla VOM-organisationer är medlemmar i en internationell grupp av autonoma sammanslutningar grundade genom inflytandet av Richard Wurmbrand som frivilligt samarbetar via International Christian Association (ICA). Varje lands förening har sina egna målsättningar och utför aktiviteter på egen hand, men de samarbetar även via ICA med spridning av information och genomför även gemensamt finansierade internationella projekt.
ICA-medlemmar styrs av fem huvudmotiv, vilka är:
1. Att uppmuntra och utrusta kristna att uppfylla Missionsuppdraget i områden på jorden där kristna är förföljda på grund av att de förespråkar evangeliet om Jesus Kristus. Man åstadkommer detta genom att tillhandahålla Biblar, litteratur, radioutsändningar samt andra former av stöd.
2. Att skänka lindring åt kristna martyrers familjer i dessa delar av världen.
3. Att driva projekt för uppmuntran och att hjälpa troende att återuppbygga deras liv och vittnesbörd i länder som tidigare har lidit under kommunismens förtryck.
4. Att utrusta lokala kristna att vinna för Kristus sådana som är emot evangeliet i de länder där troende är aktivt förtryckta för sitt kristna vittnesbörd.
5. Att betona gemenskapen mellan alla kristna troende genom att informera omvärlden om de ohyggliga grymheter som utövas mot kristna, och att komma ihåg deras mod och deras uthållighet i tron.

## Historia
Voice of the Martyrs startades 1967 av Richard Wurmbrand, som var en rumänsk Luthersk pastor när Rumänien blev ockuperat av Sovjetunionen 1944. Han var fängslad i 14 år för att han predikade kristendomen och blev slutligen befriad och förd till Väst efter att en lösesumma utbetalats för hans frigivning.
Richard Wurmbrand avlade personligen sitt vittnesmål inför den amerikanska senaten om den behandling kristna fick utstå under de kommunistiska regimerna, och genom sitt inflytande har senare ett flertal organisationer grundats världen runt för att hjälpa till att stödja kristna som led under förföljelse av kristna i öst.
Efter kommunismens fall i Sovjetunionen samt Östeuropa har dessa organisationer vidgat fokuseringen till att innefatta även de lidande kristna troende i islamiska, hinduiska och buddhistiska samhällen.

## Publikationer
- Extreme devotion (Total överlåtelse). Thomas Nelson Inc. 2001. ISBN 0849917395. OCLC 49194142. http://archive.kdd.org/extreme_devotion_voice_of_the_martyrs.pdf. Läst 13 mars 2019[död länk]

## Liknande föreningar
- Martyrkyrkans vänner (Finland)